# William Beauclerk, VIII duca di St. Albans
William Beauclerk, VIII duca di St. Albans (18 dicembre 1766 – Londra, 17 luglio 1825), è stato un nobile inglese.

## Biografia
Era il secondogenito di Aubrey Beauclerk, VI duca di St. Albans, e di sua moglie, Lady Catherine Ponsonby, figlia maggiore di William Ponsonby, II conte di Bessborough. Attraverso suo padre era un discendente di Carlo II d'Inghilterra e della sua amante, Nell Gwyn.

## Carriera
Entrò nella Royal Navy nel 1782 e fu nominato tenente nel 1788. Quando suo padre morì il 9 febbraio 1802, suo fratello maggiore Aubrey successe al Ducato, mantenendo il titolo fino alla sua morte, avvenuta il 12 agosto 1815, quando gli successe il figlio di cinque mesi, Aubrey. Alla sua morte l'anno successivo, il 19 febbraio 1816, William divenne duca di St Albans mantenendo il titolo fino alla sua morte nel 1825.

## Matrimoni

### Primo Matrimonio
Sposò, il 20 luglio 1791, Charlotte Thelwell (1769–1797), figlia del reverendo Robert Carter Thelwell e di Charlotte Nelthorpe. Ebbero un figlio:
- William Robert Beauclerk (1794-1794)[2]

### Secondo Matrimonio
Sposò, il 4 marzo 1799, Mary Nelthorpe (1779–1822), figlia di John Nelthorpe e di Mary Cracroft. Ebbero tredici figli:
- Lady Mary Amelia Beauclerk (1800-9 luglio 1873)[2];
- William Beauclerk, IX duca di St. Albans (24 marzo 1801-27 maggio 1849)[2];
- Lady Charlotte Beauclerk (4 aprile 1802-12 agosto 1842)[2];
- Lady Caroline Janetta Beauclerk (28 giugno 1804-22 agosto 1862), sposò Arthur Capell, VI conte di Essex[4], ebbero tre figli;
- John Nelthorpe Beauclerk (9 dicembre 1805-agosto 1810)[2];
- Lady Louisa Georgiana Beauclerk (28 dicembre 1806-18 febbraio 1843), sposò Thomas Hughan, ebbero tre figlie[2];
- Lord Frederick Charles Peter Beauclerk (28 giugno 1808-17 novembre 1865), sposò Jemima Johnstone, ebbero due figli[2];
- Lady Georgiana Beauclerk (1809-8 gennaio 1880), sposò Sir Montague Cholmeley, II Baronetto, ebbero due figli[2];
- Lady Mary Noel Beauclerk (28 dicembre 1810-29 novembre 1850), sposò Thomas Corbett, ebbero una figlia. Tra i suoi discendenti includono Samantha Cameron, moglie del primo ministro britannico David Cameron.
- Lord Henry Beauclerk (23 giugno 1812-22 gennaio 1856)[2];
- Lord Charles Beauclerk (10 ottobre 1813-2 novembre 1861), sposò Laura Stopford, ebbero nove figli[2];
- Lord Amelius Wentworth Beauclerk (16 agosto 1815-24 marzo 1879), sposò Frances Harrison, ebbero sette figli[2];
- Lord George Augustus Beauclerk (14 dicembre 1818-3 gennaio 1880)[2].

## Morte
Morì il 17 luglio 1825, a 58 anni, a Londra.

## Ascendenza
|                                            |                                           |                                           | Genitori                                 |  |  | Nonni |  |  | Bisnonni                                |  |  | Trisnonni                                           |  |
|                                            |                                           |                                           |                                          |  |  |       |  |  | Charles Beauclerk, I duca di St. Albans |  |  | Charles II, re d'Inghilterra, di Scozia e d'Irlanda |  |
|                                            |                                           |                                           |                                          |  |  |       |  |  | Charles Beauclerk, I duca di St. Albans |  |  | Charles II, re d'Inghilterra, di Scozia e d'Irlanda |  |
|                                            |                                           | Eleanor Gwyn                              |                                          |  |  |       |  |  | Charles Beauclerk, I duca di St. Albans |  |  |                                                     |  |
| Vere Beauclerk, I barone Vere              |                                           |                                           |                                          |  |  |       |  |  | Charles Beauclerk, I duca di St. Albans |  |  |                                                     |  |
|                                            |                                           | Diana de Vere                             | Aubrey de Vere, XX conte di Oxford       |  |  |       |  |  |                                         |  |  |                                                     |  |
|                                            |                                           | Diana de Vere                             | Aubrey de Vere, XX conte di Oxford       |  |  |       |  |  |                                         |  |  |                                                     |  |
|                                            |                                           | Diana de Vere                             | Diana Kirke                              |  |  |       |  |  |                                         |  |  |                                                     |  |
| Aubrey Beauclerk, V duca di St. Albans     |                                           | Diana de Vere                             |                                          |  |  |       |  |  |                                         |  |  |                                                     |  |
|                                            |                                           | Thomas Chambers                           | Thomas Chambers                          |  |  |       |  |  |                                         |  |  |                                                     |  |
|                                            |                                           | Thomas Chambers                           | Thomas Chambers                          |  |  |       |  |  |                                         |  |  |                                                     |  |
|                                            |                                           | Thomas Chambers                           | …                                        |  |  |       |  |  |                                         |  |  |                                                     |  |
| Mary Chambers                              |                                           | Thomas Chambers                           |                                          |  |  |       |  |  |                                         |  |  |                                                     |  |
|                                            |                                           | Mary Berkeley                             | Charles Berkeley, II conte di Berkeley   |  |  |       |  |  |                                         |  |  |                                                     |  |
|                                            |                                           | Mary Berkeley                             | Charles Berkeley, II conte di Berkeley   |  |  |       |  |  |                                         |  |  |                                                     |  |
|                                            |                                           | Mary Berkeley                             | Elizabeth Noel                           |  |  |       |  |  |                                         |  |  |                                                     |  |
| William Beauclerk, VIII duca di St. Albans |                                           | Mary Berkeley                             |                                          |  |  |       |  |  |                                         |  |  |                                                     |  |
|                                            | Brabazon Ponsonby, I conte di Bessborough | William Ponsonby, I visconte Duncannon    |                                          |  |  |       |  |  |                                         |  |  |                                                     |  |
|                                            | Brabazon Ponsonby, I conte di Bessborough | William Ponsonby, I visconte Duncannon    |                                          |  |  |       |  |  |                                         |  |  |                                                     |  |
|                                            | Brabazon Ponsonby, I conte di Bessborough | Mary Moore                                |                                          |  |  |       |  |  |                                         |  |  |                                                     |  |
| William Ponsonby, II conte di Bessborough  | Brabazon Ponsonby, I conte di Bessborough |                                           |                                          |  |  |       |  |  |                                         |  |  |                                                     |  |
|                                            |                                           | Sarah Margetson                           | John Margetson                           |  |  |       |  |  |                                         |  |  |                                                     |  |
|                                            |                                           | Sarah Margetson                           | John Margetson                           |  |  |       |  |  |                                         |  |  |                                                     |  |
|                                            |                                           | Sarah Margetson                           | Alice Caulfeild                          |  |  |       |  |  |                                         |  |  |                                                     |  |
| Catherine Ponsonby                         |                                           | Sarah Margetson                           |                                          |  |  |       |  |  |                                         |  |  |                                                     |  |
|                                            |                                           | William Cavendish, III duca di Devonshire | William Cavendish, II duca di Devonshire |  |  |       |  |  |                                         |  |  |                                                     |  |
|                                            |                                           | William Cavendish, III duca di Devonshire | William Cavendish, II duca di Devonshire |  |  |       |  |  |                                         |  |  |                                                     |  |
|                                            |                                           | William Cavendish, III duca di Devonshire | Rachel Russell                           |  |  |       |  |  |                                         |  |  |                                                     |  |
| Caroline Cavendish                         |                                           | William Cavendish, III duca di Devonshire |                                          |  |  |       |  |  |                                         |  |  |                                                     |  |
|                                            |                                           | Catherine Hoskins                         | John Hoskins                             |  |  |       |  |  |                                         |  |  |                                                     |  |
|                                            |                                           | Catherine Hoskins                         | John Hoskins                             |  |  |       |  |  |                                         |  |  |                                                     |  |
|                                            |                                           | Catherine Hoskins                         | Catherine Hale                           |  |  |       |  |  |                                         |  |  |                                                     |  |
|                                            |                                           | Catherine Hoskins                         |                                          |  |  |       |  |  |                                         |  |  |                                                     |  |